# International Federation of Model Auto Racing

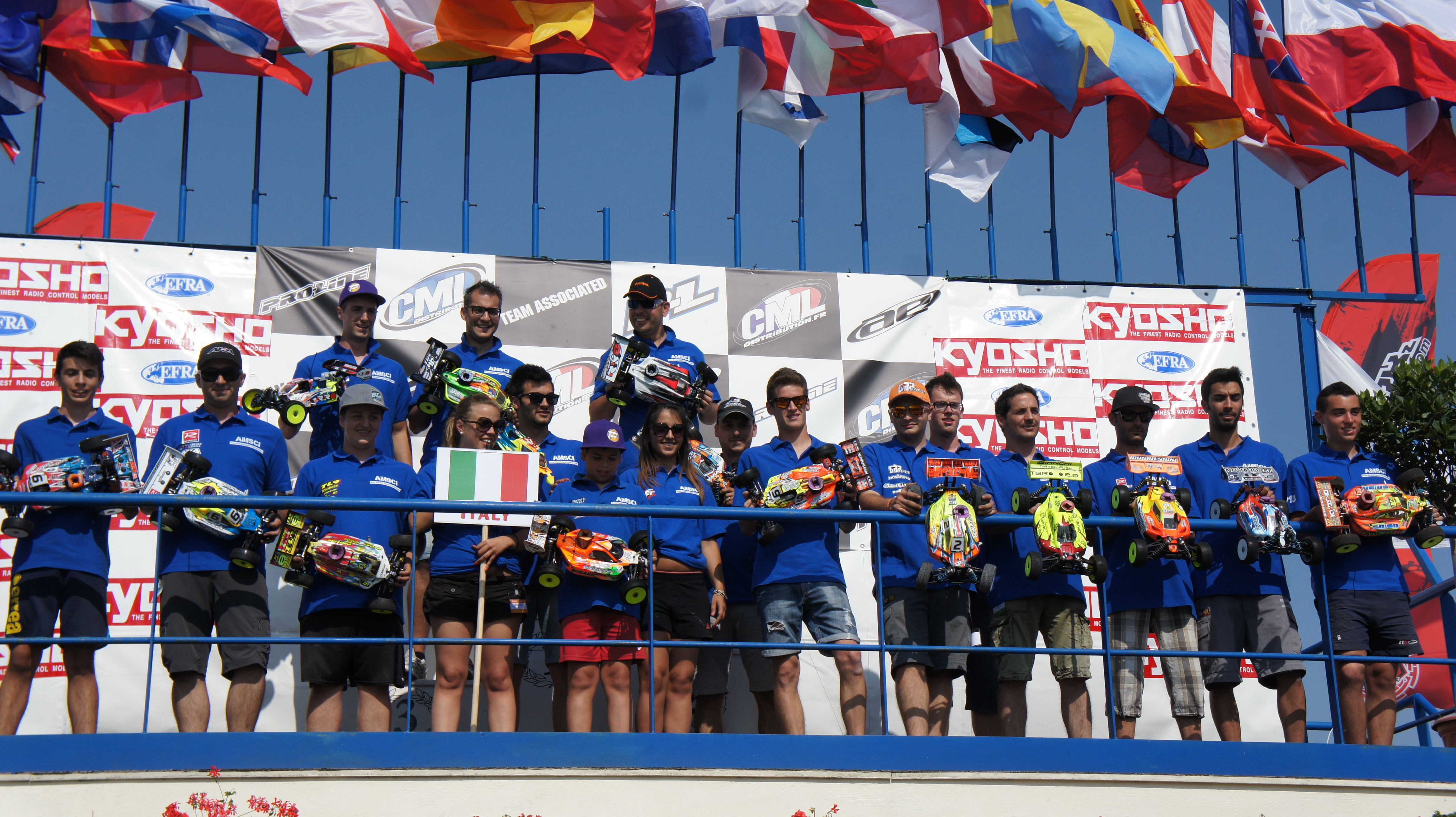
Italia.

La International Federation of Model Auto Racing (Federazione Internazionale Corse AutoModelli - IFMAR) organizza e gestisce in ambito internazionale l'automodellismo radiocomandato sportivo.
L'organizzazione fu creata nel 1979 dal pilota RC ed imprenditore Ted Longshaw.
Prima di allora, ogni nazione utilizzava durante le competizioni in questo sport regole proprie, differenti da quelle delle altre nazioni nel mondo.
L'IFMAR fu fondata per portare ad unità la frammentarietà dei regolamenti nazionali, e giungere quindi ad un unico regolamento agonistico di livello mondiale, globalmente riconosciuto e rispettato.
Il regolamento IFMAR è seguito da ogni nazione praticante l'automodellismo radiocomandato agonistico, e promuove valori di sportività ed amicizia fra le nazioni.
Essendo l'organo a livello internazionale in questo sport, l'IFMAR si occupa prevalentemente dell'organizzazione e gestione dei Campionati Mondiali.

## Leghe
Per facilitare lo svolgimento e l'organizzazione dell'RC professionistico, l'IFMAR attua la sua amministrazione tramite 4 organi governativi, rappresentanti 45 nazioni membri con pieni diritti di voto:
- European Federation of Radio Operated Model Automobiles (EFRA) - Organizza e gestisce le competizioni in Europa.
- Far East Model Car Association (FEMCA) - Organizza e gestisce le competizioni in Asia e Oceania.
- Remotely Operated Auto Racers (ROAR) - Organizza e gestisce le competizioni negli Stati Uniti d'America e in Canada ed è momentaneamente l'organizzazione che porta il maggior numero di piloti al livello agonistico mondiale.
- Fourth Association of Model Auto Racing (FAMAR) - Il più nuovo dei 4 organi, organizza e gestisce le competizioni in Argentina, Brasile, Messico, Sudafrica, Uruguay e Venezuela.

## IFMAR: Albo d'oro Campioni del Mondo
| Anno | Blocco                               | Scala                   | Classe                                   | Nome                                             | Auto–Motore                                     | Pista                                                   | Località                             |
| ---- | ------------------------------------ | ----------------------- | ---------------------------------------- | ------------------------------------------------ | ----------------------------------------------- | ------------------------------------------------------- | ------------------------------------ |
| 1977 |                                      | 1:8                     | Formula IC Track                         | Phil Greeno                                      | PB9 International                               |                                                         | Monaco (bandiera)                    |
| 1977 | ROAR                                 | 1:8                     | Sport IC Track                           | Butch Kroells                                    | Associated RC100–K&B                            |                                                         | Pomona (California)                  |
| 1979 |                                      | 1:8                     | Formula IC Track                         | Giulio Ghersi                                    | PB9 International                               |                                                         | Ginevra                              |
| 1979 |                                      | 1:8                     | Sport IC Track                           | Phil Booth                                       | PB9 International–OPS                           |                                                         | Monaco (bandiera)                    |
| 1981 | ROAR                                 | 1:8                     | Sport IC Track                           | Arturo Carbonell                                 | Delta Super J–Picco                             |                                                         | Indianapolis (Indiana)               |
| 1982 | ROAR                                 | 1:12                    | Electric Track Stock                     | Kent Clausen                                     | Associated RC12E                                |                                                         | Anaheim (California)                 |
| 1982 | ROAR                                 | 1:12                    | Electric Track Modified                  | Kent Clausen                                     | Associated RC12E                                |                                                         | Anaheim (California)                 |
| 1983 |                                      | 1:8                     | Sport IC Track                           | David Lecat                                      | PB Alpha–Picco                                  |                                                         | Carnoux                              |
| 1984 | ROAR                                 | 1:12                    | Electric Track Stock                     | Bud Bartos                                       |                                                 |                                                         | Herning                              |
| 1984 | ROAR                                 | 1:12                    | Electric Track Modified                  | Tony Neisinger                                   | Associated RC12i                                |                                                         | Herning                              |
| 1985 |                                      | 1:8                     | Sport IC Track                           | Rody Roem                                        | Serpent Quattro–OPS                             | Tokyo Disneyland                                        | Tokyo                                |
| 1985 | ROAR                                 | 1:10                    | Electric Off Road Stock (2WD or 4WD)     | Jay Halsey                                       | Associated RC10                                 |                                                         | Pomona (California)                  |
| 1985 | ROAR                                 | 1:10                    | Electric Off Road Unlimited (2WD or 4WD) | Gil Losi Jnr                                     | Yokomo Dog Fighter YZ-834B                      |                                                         | Pomona (California)                  |
| 1986 |                                      | 1:8                     | IC Off Road                              | Frederich Veyseyre                               | Yankee 86–Cipolla                               |                                                         | Grenoble                             |
| 1986 | ROAR                                 | 1:12                    | Electric Track Modified                  | Tony Neisinger                                   | Associated RC12L                                |                                                         | Las Vegas (Nevada)                   |
| 1987 | ROAR                                 | 1:8                     | Sport IC Track                           | Re-Pete Fusco                                    | Associated RC500–Novarossi                      |                                                         | Pomona (California)                  |
| 1987 |                                      | 1:10                    | Electric Off Road 2WD                    | Joel Johnson                                     | Kyosho Ultima                                   |                                                         | Romsey                               |
| 1987 | Electric Off Road 4WD                | 1:10                    | Masami Hirosaka                          | Schumacher CAT XL                                |                                                 |                                                         | Romsey                               |
| 1988 |                                      | 1:8                     | IC Off Road                              | Maurizio Monesi                                  | Garbo Roadfighter–Mantua T4                     |                                                         | Mantova                              |
| 1988 | 1:12                                 | Electric Track Modified | Masami Hirosaka                          | Associated RC12L                                 |                                                 | Baarn                                                   |                                      |
| 1989 |                                      | 1:8                     | Sport IC Track                           | Lamberto Collari                                 | BMT 891–REX Collari                             | Heemstede MACH                                          | Heemstede                            |
| 1989 |                                      | 1:10                    | Electric Off Road 2WD                    | Masami Hirosaka                                  | Associated RC10                                 | St Ives Radio Control Off Road Car Club                 | St Ives                              |
| 1989 | Electric Off Road 4WD                | 1:10                    | Masami Hirosaka                          | Yokomo Super Dog Fighter YZ-870C                 |                                                 | St Ives Radio Control Off Road Car Club                 | St Ives                              |
| 1990 |                                      | 1:8                     | Team Championship IC Track Group C       | Michele Baruzzi Lamberto Collari Massimo Fantini | BMT 891                                         |                                                         | Türkheim                             |
| 1990 |                                      | 1:8                     | IC Off Road                              | Koji Sanada                                      | Mugen Super Sport–Novarossi                     |                                                         | Bangkok                              |
| 1990 |                                      | 1:12                    | Electric Track Modified                  | Chris Doseck                                     | Associated RC12L                                |                                                         | Singapore (bandiera)                 |
| 1991 |                                      | 1:8                     | Sport IC Track                           | Lamberto Collari                                 | BMT 891–Nova Collari                            |                                                         | Austin (Texas)                       |
| 1991 |                                      | 1:10                    | Electric Off Road 2WD                    | Masami Hirosaka                                  | Associated RC10                                 |                                                         | Detroit (Michigan)                   |
| 1991 | Electric Off Road 4WD                | 1:10                    | Cliff Lett                               | Yokomo Super Dog Fighter Works '91               |                                                 |                                                         | Detroit (Michigan)                   |
| 1992 |                                      | 1:8                     | IC Off Road                              | Kokushi Toge                                     | Kyosho Inferno–OS                               |                                                         | Usingen                              |
| 1992 |                                      | 1:10                    | Electric Track PRO 10                    | Joel Johnson                                     | Trinity EV-10                                   |                                                         | Pomona (California)                  |
| 1992 | 1:12                                 | Electric Track Modified | Tony Neisinger                           | Associated RC12LW                                |                                                 | Grand Rapids (Michigan)                                 |                                      |
| 1993 |                                      | 1:8                     | Sport IC Track                           | Lamberto Collari                                 | BMT 933–Nova Collari                            |                                                         | Goteborg                             |
| 1993 |                                      | 1:10                    | Electric Off Road 2WD                    | Brian Kinwald                                    | Associated RC10 Worlds Car                      |                                                         | Basildon                             |
| 1993 | Electric Off Road 4WD                | 1:10                    | Masami Hirosaka                          | Yokomo Super Dog Fighter Works '93               |                                                 |                                                         | Basildon                             |
| 1994 |                                      | 1:8                     | IC Off Road                              | Maurizio Monesi                                  | Kyosho Turbo Inferno–OPS                        |                                                         | Kirchschlag                          |
| 1994 |                                      | 1:10                    | Electric Track PRO 10                    | Masami Hirosaka                                  | Yokomo YRX-10                                   |                                                         | Sonneberg                            |
| 1994 | 1:12                                 | Electric Track Modified | David Spashett                           | Corally SP12G2                                   |                                                 | Parigi                                                  |                                      |
| 1995 |                                      | 1:8                     | Sport IC Track                           | Lamberto Collari                                 | Serpent Excel–Nova Collari                      |                                                         | Phuket                               |
| 1995 |                                      | 1:10                    | Electric Off Road 2WD                    | Matt Francis                                     | Associated RC10B2                               |                                                         | Tsukuba, Ibaraki                     |
| 1995 | Electric Off Road 4WD                | 1:10                    | Mark Pavidis                             | Yokomo Super Dog Fighter YZ-10                   |                                                 |                                                         | Tsukuba, Ibaraki                     |
| 1996 |                                      | 1:8                     | IC Off Road                              | Alex Laffranchi                                  | Kyosho Inferno MP-5–Picco                       | National Motor Museum                                   | Beaulieu, Hampshire                  |
| 1996 | ROAR                                 | 1:10                    | Electric Track PRO 10                    | Mike Swauger                                     | Associated RC10L2                               |                                                         | Ontario                              |
| 1996 | ROAR                                 | 1:12                    | Electric Track Modified                  | Masami Hirosaka                                  | Associated RC12LC                               |                                                         | Montclair (California)               |
| 1997 |                                      | 1:8                     | Sport IC Track                           | Lamberto Collari                                 | Serpent Vector–Novarossi Speed                  |                                                         | Toluca                               |
| 1997 | ROAR                                 | 1:10                    | Electric Off Road 2WD                    | Brian Kinwald                                    | Losi XX-CR                                      |                                                         | Pomona (California)                  |
| 1997 | ROAR                                 | 1:10                    | Electric Off Road 4WD                    | Masami Hirosaka                                  | Yokomo Super Dog Fighter MX-4                   |                                                         | Pomona (California)                  |
| 1998 |                                      | 1:8                     | IC Off Road                              | Daniel Reckward                                  | Kyosho Inferno MP-5 EVO–RB WS7                  |                                                         | Coimbra                              |
| 1998 |                                      | 1:10                    | IC Track 235mm Class I Group C           | Michael Salven                                   | Serpent Impact–Nova Mega                        | Auto Modelbouw Club Apeldoorn                           | Apeldoorn                            |
| 1998 | IC Track 235mm Class II Touring Cars | 1:10                    | Timmo Rinne                              | Serpent Impact–Nova Mega                         |                                                 | Auto Modelbouw Club Apeldoorn                           | Apeldoorn                            |
| 1998 |                                      | 1:10                    | Electric Track PRO 10                    | David Spashett                                   | Losi Street Weapon                              | Temple Park Leisure Centre                              | South Shields, Newcastle upon Tyne   |
| 1998 | 1:12                                 | Electric Track Modified | David Spashett                           | Corally SP12G3                                   |                                                 | Temple Park Leisure Centre                              | South Shields, Newcastle upon Tyne   |
| 1999 |                                      | 1:8                     | Sport IC Track                           | Adrien Bertin                                    | Mugen mrx2–Nova JP                              |                                                         | Clermont Ferrand                     |
| 1999 |                                      | 1:10                    | Electric Off Road 2WD                    | Masami Hirosaka                                  | Associated RC10B3                               |                                                         | Rauma                                |
| 1999 | Electric Off Road 4WD                | 1:10                    | Jukka Steenari                           | Losi XX-4                                        |                                                 |                                                         | Rauma                                |
| 2000 | ROAR                                 | 1:8                     | IC Off Road                              | Yuichi Kanai                                     | Kyosho Inferno MP-7.5–RB WS7                    |                                                         | Las Vegas (Nevada)                   |
| 2000 |                                      | 1:10                    | IC Track 235mm Touring Cars              | Michael Salven                                   | Serpent Impact M2–Nova Mega                     |                                                         | Kirchberg                            |
| 2000 |                                      | 1:10                    | Electric Track PRO 10                    | Masami Hirosaka                                  | Yokomo YRX-2000                                 |                                                         | Tsukuba, Ibaraki                     |
| 2000 | Electric Touring Cars                | 1:10                    | Atsushi Hara                             | Yokomo MR4-TC Pro                                |                                                 |                                                         | Tsukuba, Ibaraki                     |
| 2000 | 1:12                                 | Electric Track Modified | Masami Hirosaka                          | Associated RC12L3                                |                                                 |                                                         | Tsukuba, Ibaraki                     |
| 2001 |                                      | 1:8                     | Sport IC Track                           | Kenji Osaka                                      | Mugen MRX-3–Nova JP                             |                                                         | Sydney                               |
| 2001 |                                      | 1:5                     | IC Track Touring Cars                    | Marcel Strauch                                   | FG Competition–Zenoah G230RC                    |                                                         | Ettlingen                            |
| 2001 |                                      | 1:10                    | Electric Off Road 2WD                    | Matt Francis                                     | Losi XX-CR                                      |                                                         | Pretoria                             |
| 2001 | Electric Off Road 4WD                | 1:10                    | Jukka Steenari                           | Losi XX-4                                        |                                                 |                                                         | Pretoria                             |
| 2002 | FAMAR                                | 1:8                     | IC Off Road                              | Greg Degani                                      | Kyosho Inferno MP-7.5–OS RZ V01B                |                                                         | Punta del Este                       |
| 2002 | ROAR                                 | 1:10                    | IC Track 235mm Touring Cars              | Brian Berry                                      | Serpent Impact M2–RB X12                        | Hamilton Ohio Scale Auto Raceway                        | Hamilton (Ohio)                      |
| 2002 | ROAR                                 | 1:10                    | 200mm Nitro Touring                      | Mark Pavidis                                     | Associated Nitro TC3–O'Donnell RB               | Hamilton Ohio Scale Auto Raceway                        | Hamilton (Ohio)                      |
| 2002 | FAMAR                                | 1:10                    | Electric Track Touring                   | Surikarn Chaidejsuriya                           | Tamiya TRF414M                                  | Keywest Model Racers                                    | Krugersdorp, Gauteng                 |
| 2002 | FAMAR                                | 1:12                    | Electric Track Modified                  | Masami Hirosaka                                  | Yokomo 12LY                                     | Keywest Model Racers                                    | Krugersdorp, Gauteng                 |
| 2003 | ROAR                                 | 1:8                     | Sport IC Track                           | Lamberto Collari                                 | Kyosho Evolva 2005 WC–Sirio                     | Hamilton Ohio Scale Auto Raceway                        | Hamilton (Ohio)                      |
| 2003 |                                      | 1:5                     | IC Track Touring Cars                    | Hessel Roskam                                    | FG Competition Evo 2003                         | KZ Speedway                                             | Sun Valley, Los Angeles (California) |
| 2003 | ROAR                                 | 1:10                    | Electric Off Road 2WD                    | Billy Easton                                     | Associated RC10B4                               | Minnreg RC Car Club                                     | Largo (Florida)                      |
| 2003 | ROAR                                 | 1:10                    | Electric Off Road 4WD                    | Ryan Cavalieri                                   | Losi XX-4                                       | Minnreg RC Car Club                                     | Largo (Florida)                      |
| 2004 | EFRA                                 | 1:8                     | IC Off Road                              | Guillaume Vray                                   | Mugen MBX 5–RB WS7II                            | Fururing Raceway                                        | Furulund                             |
| 2004 |                                      | 1:10                    | 200mm Nitro Touring                      | Adrien Bertin                                    | Kyosho PureTen V-One RRR–Sirio                  | Jundiai Raceway                                         | Jundiaí, San Paulo                   |
| 2004 | ROAR                                 | 1:10                    | Electric Track Touring                   | Marc Rheinard                                    | Tamiya TRF415                                   | Full Throttle Speedway                                  | Kissimmee, Florida                   |
| 2004 | ROAR                                 | 1:12                    | Electric Track Modified                  | Masami Hirosaka                                  | Associated RC12L4                               | Full Throttle Speedway                                  | Kissimmee, Florida                   |
| 2005 | EFRA                                 | 1:8                     | Sport IC Track                           | Lamberto Collari                                 | Kyosho Evolva–Sirio PR-Pro                      |                                                         | Messina, Sicilia                     |
| 2005 | EFRA                                 | 1:5                     | IC Track Touring Cars                    | Ian Oddie                                        | H.A.R.M. SX-3–Zenoah                            |                                                         | Lostallo                             |
| 2005 | EFRA                                 | 1:10                    | Electric Off Road 2WD                    | Neil Cragg                                       | Associated RC10B4                               | AF Model Rings                                          | Collegno                             |
| 2005 | EFRA                                 | 1:10                    | Electric Off Road 4WD                    | Ryan Cavalieri                                   | JConcepts BJ4                                   | AF Model Rings                                          | Collegno                             |
| 2006 | FEMCA                                | 1:8                     | IC Off Road                              | Mark Pavidis                                     | Kyosho Inferno MP777 WC–OS V-Spec               | Ancol R/C Circuit, Ancol Dreamland                      | Giacarta                             |
| 2006 |                                      | 1:10                    | 200mm Nitro Touring                      | Keisuke Fukuda                                   | Mugen MTX-4R–Mugen Ninja                        | England Park Raceway                                    | Brisbane                             |
| 2006 | EFRA                                 | 1:10                    | Electric Track Touring                   | Andrew Moore                                     | Hot Bodies Cyclone                              | AF Model Rings                                          | Collegno                             |
| 2006 | EFRA                                 | 1:12                    | Electric Track Modified                  | David Spashett                                   | Corally SP12X "US Spec"                         | AF Model Rings                                          | Collegno                             |
| 2007 |                                      | 1:8                     | Sport IC Track                           | Lamberto Collari                                 | Kyosho Evolva M3–Novarossi                      | CARC (Club de Automodelismo Radiocontrolado de Córdoba) | Córdoba                              |
| 2007 |                                      | 1:5                     | IC Track Touring Cars                    | Martin Lissau                                    | FG Competition EVO 04                           | England Park Raceway                                    | Brisbane                             |
| 2007 | FEMCA                                | 1:10                    | Electric Off Road 2WD                    | Hayato Matsuzaki                                 | Associated RC10B4                               |                                                         | Ishikawa                             |
| 2007 | FEMCA                                | 1:10                    | Electric Off Road 4WD                    | Jared Tebo                                       | Associated RC10B44                              |                                                         | Ishikawa                             |
| 2008 | ROAR                                 | 1:8                     | IC Off Road                              | Atsushi Hara                                     | Hot Bodies D8–OS                                | The Farm 2 R/C Raceway                                  | Charlotte (Carolina del Nord)        |
| 2008 | EFRA                                 | 1:10                    | 200 mm IC On-road                        | Daniele Ielasi                                   | Kyosho PureTen V-ONE RRR Evo.2–Picco P1-R EVO 3 | Circuito Internacional de Monsanto                      | Lisbona                              |
| 2008 | FEMCA                                | 1:10                    | Electric Track                           | Marc Reinhard                                    | Tamiya TRF416                                   | Radio Control Speedway                                  | Bangkok                              |
| 2008 | FEMCA                                | 1:12                    | Electric Track                           | Naoto Matsukura                                  | Associated 12R5                                 | Radio Control Speedway                                  | Bangkok                              |
| 2009 | EFRA                                 | 1:8                     | Sport IC Track                           | Lamberto Collari                                 | Kyosho Evolva M3 Evo                            | Mini Racing Ticino e Moesa                              | Lostallo                             |
| 2009 | FAMAR                                | 1:5                     | IC Touring                               | Barend Myburgh                                   | H.A.R.M. SX-3                                   | Tshwane Raceway And Promotions (TRAP)                   | Pretoria                             |
| 2009 | FAMAR                                | 1:10                    | Electric Off Road 2WD                    | Martin Achter                                    | Associated RC10B4* – CS Electronic              | Tshwane Raceway And Promotions (TRAP)                   | Pretoria                             |
| 2009 | FAMAR                                | 1:10                    | Electric Off Road 4WD                    | Martin Achter                                    | Team Durango DEX410 – CS Magnetic Delta         | Tshwane Raceway And Promotions (TRAP)                   | Pretoria                             |
| 2010 | FEMCA                                | 1:8                     | IC Off Road                              | Cody King                                        | Kyosho Inferno MP9 TKI2 – Team Orion Alpha ABI  | Pattaya RC Powerboat Track                              | Pattaya                              |
| 2010 | ROAR                                 | 1:10                    | 200 mm IC On-road                        | Ralph Burch                                      | Xray NT1 – Max Power XXL3                       | Gulf Coast Raceway                                      | Houston, Texas                       |
| 2010 | EFRA                                 | 1:10                    | Electric Touring                         | Marc Rheinard                                    | Tamiya TRF416X – Speed Passion                  | MAC Burgdorf                                            | Burgdorf, Hannover                   |
| 2010 | EFRA                                 | 1:12                    | Electric Track                           | Naoto Matsukura                                  | Yokomo R12 – NOSRAM                             | Mehrzweckhalle Gymnasium                                | Burgdorf, Hannover                   |
| 2011 | ROAR                                 | 1:8                     | Sport IC Track                           | Robert Pietsch                                   | Mugen MRX-5 – Novarossi                         | Homestead RC Raceway                                    | Homestead, Florida                   |
| 2011 | EFRA                                 | 1:5                     | IC Touring                               | Guillaume Solon                                  | Contrast Neox GS–Abbate                         | Complexe d'Hanvec                                       | Brest                                |
| 2011 | EFRA                                 | 1:10                    | Electric Off Road 2WD                    | Ryan Cavalieri                                   | Team Associated RC10B4.1 – Team Orion           | Pitkamaki Race-Center                                   | Vaasa                                |
| 2011 | EFRA                                 | 1:10                    | Electric Off Road 4WD                    | Ryan Cavalieri                                   | Team Associated RC10B44.1 – Team Orion          | Pitkamaki Race-Center                                   | Vaasa                                |
| 2012 | FAMAR                                | 1:8                     | IC Off Road                              | Robert Batlle                                    | Mugen MBX-7 – Novarossi                         | Speed Paradise                                          | Buenos Aires                         |
| 2012 | FEMCA                                | 1:10                    | 200 mm IC On-road                        | Meen Vejrak                                      | KM H-K1 – Novarossi                             | RC Addict                                               | Bangkok                              |
| 2012 | EFRA                                 | 1:10                    | Electric Touring                         | Jilles Groskamp                                  | Tamiya TRF417 – Team Orion                      | Model Auto Club Heemstede                               | Heemstede                            |
| 2012 | EFRA                                 | 1:12                    | Electric Track                           | Naoto Matsukura                                  | Yokomo R12 – Yokomo                             | Kennemer Sportcenter                                    | Heemstede                            |
| 2013 | FEMCA                                | 1:8                     | Sport IC Track                           | Tadahiko Sahashi                                 | Serpent 977 Viper – Picco                       | Kei Tune Racing Speedway                                | Chiba, Tokyo                         |
| 2013 | EFRA                                 | 1:5                     | IC Touring                               | Markus Feldmann                                  | Mecatech FW 01–Abbate                           | Mini Racing Ticino e Moesa                              | Lostallo                             |
| 2013 | ROAR                                 | 1:10                    | Electric Off Road 2WD                    | Jared Tebo                                       | Kyosho Ultima RB6 – Team Orion                  | Silver Dollar R/C Raceway                               | Chico, California                    |
| 2013 | ROAR                                 | 1:10                    | Electric Off Road 4WD                    | Steven Hartson                                   | Team Associated RC10B44.2 – LRP                 | Silver Dollar R/C Raceway                               | Chico, California                    |
| 2014 | EFRA                                 | 1:8                     | IC Off Road                              | Ty Tessmann                                      | Hot Bodies D812 – OS Speed B2101                | Naxos World Track                                       | Sicilia                              |
| 2014 | FEMCA                                | 1:10                    | 200 mm IC On-road                        | Alexander Hagberg                                | Xray NT1 – Orcan RS                             | Huge RC Project                                         | Bangkok                              |
| 2014 | ROAR                                 | 1:10                    | Electric Touring                         | Naoto Matsukura                                  | Yokomo BD7-15 – Yokomo                          | Full Throttle Raceway                                   | Kissimmee (Florida)                  |
| 2014 | ROAR                                 | 1:12                    | Electric Track                           | Marc Rheinard                                    | CRC Altered Ego Xti – Muchmore                  | Minnreg Hall                                            | Largo (Florida)                      |
| 2015 | FAMAR                                | 1:8                     | Sport IC Track                           | Simon Kurzbuch                                   | Shepherd Velox V8 EC – Novarossi                | Miniautodromo Zeca Elias                                | Americana City                       |
| 2015 | FEMCA                                | 1:8                     | GT                                       | Lim Kai Liang                                    | Mugen MGT7 – S-Power S7 EVO                     | KLIRCC Kepong                                           | Kuala Lumpur                         |
| 2015 | FEMCA                                | 1:5                     | IC Touring                               | Russell Grenenger                                | H.A.R.M. – Abbate                               | KLIRCC Kepong                                           | Kuala Lumpur                         |
| 2015 | FEMCA                                | 1:10                    | Electric Off Road 2WD                    | Spencer Rivkin                                   | Team Associated RC10B5M – Reedy                 | Yatabe Arena                                            | Tsukuba, Ibaraki                     |
| 2015 | FEMCA                                | 1:10                    | Electric Off Road 4WD                    | Bruno Coelho                                     | Xray XB4 '16 – LRP                              | Yatabe Arena                                            | Tsukuba, Ibaraki                     |
| 2016 | ROAR                                 | 1:8                     | IC Off Road                              | David Ronnefalk                                  | HB Racing D815 V2 – Team Orion                  | RC Tracks of Las Vegas                                  | Las Vegas, Nevada                    |
| 2016 | EFRA                                 | 1:10                    | 200 mm IC On-road                        | Dominic Greiner                                  | Serpent 748 Natrix – Novarossi                  | Miniautodromo Internazionale M.Rosati                   | Gubbio                               |
| 2016 | FEMCA                                | 1:10                    | Electric Touring                         | Ronald Volker                                    | Yokomo BD8 – LRP                                | Fengtai Sports Center                                   | Beijing                              |
| 2016 | FEMCA                                | 1:12                    | Electric Track                           | Naoto Matsukura                                  | Roche Prototype – Muchmore                      | Fengtai Sports Center                                   | Beijing                              |
| 2017 | EFRA                                 | 1:8                     | Sport IC Track                           | Dario Balestri                                   | Infinity – Max Power RP9.S                      | RC Circuit Jean Nougier                                 | Monteux                              |
| 2017 | FAMAR                                | 1:5                     | IC Touring                               | Santiago Meirinhos                               | RS5–Abbate                                      | Enzo Bransiforte                                        | Buenos Aires                         |
| 2017 | FEMCA                                | 1:10                    | Electric Off Road 2WD                    | Ryan Maifield                                    | Yokomo YZ-2 DTM – Team Orion                    | ARC International Raceway                               | Xiamen                               |
| 2017 | FEMCA                                | 1:10                    | Electric Off Road 4WD                    | Ryan Maifield                                    | Yokomo YZ-4 SF – Team Orion                     | ARC International Raceway                               | Xiamen                               |
| 2018 | FEMCA                                | 1:8                     | IC Off Road                              | Davide Ongaro                                    | Associated RC8B3.1 – LRP                        | MORBC, Whiteman Park                                    | Perth                                |
| 2018 | ROAR                                 | 1:10                    | 200 mm IC On-road                        | Naoto Matsukura                                  | Infinity IF15 – OS Speed                        | Homestead RC Raceway                                    | Miami, Florida                       |
| 2018 | FAMAR                                | 1:10                    | Electric Touring                         | Bruno Coelho                                     | Xray T4 '19 – Hobbywing                         | Welkom RC Arena                                         | Welkom                               |
| 2018 | FAMAR                                | 1:12                    | Electric Track                           | Alexander Hagberg                                | Xray X12 '19 – Hobbywing                        | Welkom RC Arena                                         | Welkom                               |
| 2019 | ROAR                                 | 1:8                     | IC Track                                 | Shoki Takahata                                   | Mugen MRX6–OS Speed                             | Steel City RC Speedway                                  | Fontana (California)                 |
| 2019 | EFRA                                 | 1:5                     | IC Touring                               | Marko Grigić                                     | Mecatech FW01 – Abbate                          | Associação de Modelismo de Vila Real                    | Vila Real                            |
| 2019 | EFRA                                 | 1:10                    | Electric Off Road 2WD                    | Spencer Rivkin                                   | Team Associated B6.1DL – Hobbywing              | Hudy Arena                                              | Trenčín                              |
| 2019 | EFRA                                 | 1:10                    | Electric Off Road 4WD                    | Bruno Coelho                                     | Xray XB4 '19 – Hobbywing                        | Hudy Arena                                              | Trenčín                              |
| 2020 | ROAR                                 | 1:8                     | IC GT                                    | Jörn Neumann                                     | Sworkz S35-GT – Team Orion                      | Homestead RC Raceway                                    | Miami, Florida                       |
| 2020 | EFRA                                 | 1:12                    | Electric Track, Modified                 | Marc Rheinard                                    | Schumacher Eclipse 3 – Muchmore                 | Centre:MK                                               | Milton Keynes                        |
| 2020 | EFRA                                 | 1:12                    | Electric Track, Stock                    | Andy Murray                                      | Schumacher Eclipse 3 – Trinity                  | Centre:MK                                               | Milton Keynes                        |
| 2022 | EFRA                                 | 1:8                     | IC Off-Road                              | Davide Ongaro                                    | Team Associated RC8B3.2                         | Circuit RC Redovan                                      | Redovan                              |
| 2022 | ROAR                                 | 1:5                     | IC Touring                               | Markus Feldmann                                  | Mecatech FW 01–Abbate                           | Steel City RC Speedway                                  | Fontana (California)                 |
| 2022 | EFRA                                 | 1:10                    | Electric Touring                         | Bruno Coelho                                     | Xray X4 '22                                     | Miniautodromo Internazionale M.Rosati                   | Gubbio                               |
| 2022 | FEMCA                                | 1:10                    | 200 mm IC On-road                        | Tadahiko Sahashi                                 | Infinity IF18-II                                | INFINITY International RC Speedway [IFS]                | Bangkok                              |
| 2023 | ROAR                                 | 1:10                    | Electric Off Road 2WD                    | Tater Sontag                                     | Losi 22 5.0 DC Elite - Hobbywing                | Hobby Action RC Raceway                                 | Chandler, Arizona                    |
| 2023 | ROAR                                 | 1:10                    | Electric Off Road 4WD                    | Davide Ongaro                                    | Team Associated B74.2d - Hobbywing              | Hobby Action RC Raceway                                 | Chandler, Arizona                    |
| 2023 | FEMCA                                | 1:8                     | IC Track                                 | Dario Balestri                                   | Infinity IF18-III                               | INFINITY International RC Speedway [IFS]                | Bangkok                              |
| 2023 | FEMCA                                | 1:8                     | IC GT                                    | Toni Gruber                                      | HongNor X3GTS                                   | John Grant International Raceway                        | Sydney                               |
| 2023 | ROAR                                 | 1:12                    | Electric Track, Modified                 | Michal Orlowski                                  | Schumacher Eclipse 4 - Hobbywing                | Beachline Raceway                                       | Cocoa, Florida                       |
| 2023 | ROAR                                 | 1:12                    | Electric Track, Stock                    | Max Mächler                                      | Awesomatix A12 - Hobbywing                      | Beachline Raceway                                       | Cocoa, Florida                       |
| 2024 | EFRA                                 | 1:8                     | IC Off-Road                              | Davide Ongaro                                    | Team Associated RC8B4.1                         | Circuit RC Redovan                                      | Redovan                              |
| 2024 | ROAR                                 | 1:10                    | Electric Touring, Mod                    | Bruno Coelho                                     | Xray X4 '25 - Hobbywing                         | Finishline Raceway                                      | Bakersfield, California              |
| 2024 | ROAR                                 | 1:10                    | Electric Touring, Spec                   | Simon Lauter                                     | Awesomatix A800R - Hobbywing                    | Finishline Raceway                                      | Bakersfield, California              |
| 2024 | FEMCA                                | 1:10                    | 200 mm IC On-road                        | Jilles Groskamp                                  | Infinity IF15-II                                | Huge RC                                                 | Bangkok                              |